# Festival Internacional de Cinema Pan-Africano de Luanda
Das Festival Internacional de Cinema Pan-Africano de Luanda, kurz PAFF Luanda, ist ein internationales Filmfestival in der angolanischen Hauptstadt Luanda, das sich als erstes Festival im Land dem Afrikanischen Kino widmet.
Es wurde 2019 vom angolanischen Regisseur und Produzenten Ne Kunda Nlaba und seiner Produktionsfirma Kongo Bizizi Academy gegründet und sollte 2020 seine erste Auflage erleben. Auf Grund der weltweiten COVID-19-Pandemie musste die Veranstaltung dann aufgeschoben werden. Vom 24. bis zum 27. November 2022 fand es dann im Kulturzentrum der Kunst- und Kulturstiftung von Luanda statt (Fundação Arte e Cultura em Luanda), mit ergänzenden Vorführungen an weiteren Orten der Stadt wie die Mediateca do Cazenga und das Cinemax im Ortsteil Grafanil. 65 Filme starteten im Wettbewerb, davon 26 kurze und 13 lange Spielfilme, 14 kurze und sieben lange Dokumentarfilme, und fünf Animationsfilme. Ne Kunda Nlaba leitet das Festival.